# 여류왕좌전
리코배 여류왕좌전(リコー杯女流王座戦)은 리코 주최의 쇼기 기전으로, 2011년에 창설되었다. 도전기 형식의 여류 타이틀전(백령전, 청려전, 마이나비 여자오픈, 여류왕좌전, 여류명인전, 여류왕위전, 여류왕장전, 쿠라시키토우카전) 중 하나이다. 우승상금 500만엔, 준우승상금 150만엔으로, 여류기전 중 백령전, 청려전에 이어 3번째로(마이나비여자오픈과 동일) 상금이 높은 기전이다.

## 개요
사무기기, 광학기기 제조사인 리코가 주최하고 니혼케이자이신문사가 특별협력하는 기전이다. 참가대상자는 현역여류기사, 여성장려회원, 별도의 예선을 통해 선발된 여성 아마추어이다. 다른 기전과 달리 엔트리제로서 여류기사 및 여성장려회원은 희망자에 한해서 참가한다. 여류 기전 중 유일한 완전오픈기전으로, 별도의 자격 요건이 없이 여성이기만 하면 누구나 예선에 참가할 수 있다. 쇼기의 글로벌화를 위해 해외선발선수에게 1차예선 참가자격을 부여한다. 타이틀전 및 도전자결정전은 니혼케이자이신문에 게재된다.

## 방식
아마추어예선, 1차예선, 2차예선, 본선토너먼트를 거쳐서 도전자를 선발하고, 도전자와 여류왕좌와의 5번기의 승자가 차기 여류왕좌가 된다.

### 아마추어예선
동일본대회와 서일본대회, 두 번의 대회가 순차적으로 열리고, 동일본대회의 탈락자가 서일본대회에 참여하는 것도 가능하다.
오전에는 2승 통과, 2패 탈락 시스템의 예선이 치러지고, 오후에 결승토너먼트를 통해 1차예선 진출자를 결정한다. 제한시간은 각 20분에 30초 초읽기이다.

### 1차예선
시드자 이외의 여류기사 및 여성장려회원 중 신청자, 해외선발선수, 아마추어예선 통과자가 참가하는 토너먼트이다. 전 경기가 하루에 일제예선으로 치러진다. 제한시간은 각 40분에 1분 초읽기이다.

### 2차예선
전기 8강 탈락자(타이틀 보유자 제외) 및 1차예선 통과자가 참가하는 토너먼트이다. 각 조당 2명씩으로 나뉘어, 승자가 본선에 진출한다. 제한시간은 각 3시간에 1분 초읽기이다.

### 본선토너먼트
전기 4강진출자 및 타이틀홀더, 2차예선 통과자 도합 16명이 참가하는 토너먼트이다. 결승까지 전 경기 단판 싱글엘리미네이션 방식으로 도전자를 선발한다. 제한시간은 각 3시간에 1분 초읽기이다.

### 도전기
여류왕좌와 도전자가 5번기를 두어서 승자가 차기 여류왕좌가 된다. 제한시간은 각 3시간에 1분 초읽기이다.

## 영세칭호
여류왕좌를 통산 5회 획득하면 "퀸 왕좌"의 칭호가 주어진다.

## 역대 결승 결과
※ 전적은 우승자 기준으로 O = 승, X = 패, 千 = 천일수, 持 = 지쇼기를 나타낸다.
| 기 | 연도 | 우승자          | 전적    | 준우승자        | 비고                                                                                          |
| -- | ---- | --------------- | ------- | --------------- | --------------------------------------------------------------------------------------------- |
| 1  | 2011 | 카토 모모코     | OXOXO   | 시미즈 이치요   | 본선토너먼트 결승진출자끼리 5번기를 진행                                                      |
| 2  | 2012 | 카토 모모코     | OOO     | 혼다 사유리     |                                                                                               |
| 3  | 2013 | 사토미 카나     | XOOO    | 카토 모모코     |                                                                                               |
| 4  | 2014 | 카토 모모코     | OOO     | 니시야마 토모카 | 전기 여류왕좌인 사토미가 휴장으로 타이틀을 반납하여, 본선토너먼트 결승진출자끼리 5번기를 진행 |
| 5  | 2015 | 카토 모모코     | OX持OXO | 이토 사에       |                                                                                               |
| 6  | 2016 | 사토미 카나     | OOO     | 카토 모모코     |                                                                                               |
| 7  | 2017 | 사토미 카나     | XXOOO   | 카토 모모코     |                                                                                               |
| 8  | 2018 | 사토미 카나     | OOO     | 시미즈 이치요   |                                                                                               |
| 9  | 2019 | 니시야마 토모카 | OXOO    | 사토미 카나     |                                                                                               |
| 10 | 2020 | 니시야마 토모카 | OXXOO   | 사토미 카나     |                                                                                               |

### 주해
1. ↑  원칙적으로 신청자 전원이 참가할 수 있고, 제 9회 대회에서 정원이 선착순 48명[2]으로 발표되었으나, 실제 신청인원이 48명을 넘지 않았다.